# Grizzly Bear Creek
Grizzly Bear Creek är ett vattendrag i Kanada.   Det ligger i provinsen Alberta, i den centrala delen av landet, 2 600 km väster om huvudstaden Ottawa.
Trakten runt Grizzly Bear Creek består till största delen av jordbruksmark. Trakten runt Grizzly Bear Creek är nära nog obefolkad, med mindre än två invånare per kvadratkilometer.